# 童謡 (日本)
童謡（わざうた）とは、古代日本で流行した歌謡で、種々の社会的事件の前兆として受け取られたもの。謡歌とも。

## 概要
益田勝実は、「童謡」という表記は中国の正史における同様の趣旨の用例である詩妖をワザウタと訓み、さらに詩妖の下位概念である童謡の訓みに当てたものと述べている。
日本における童謡も正史である六国史において『日本書紀』から『日本三代実録」に至るまで採録されている他、『日本霊異記』『古事談』など私撰の書物にも採録されており、日本においても古くから普通の恋愛などの歌謡が、世間に広まっていくうちに社会的な意味を持つ別の解釈が付与されながら、神の託宣など何らかの暗示の力（わざ）を含む歌“わざうた”として受け止められていったと考えられ、それが類似した性格を持つ中国の「童謡」という漢字と結びつけられたとみられている。
土橋寛は、童謡とは事件とは本来何の関係もない民謡（ウタ）を、事件が発生したのちに歌詞の一部の語句を手がかりにして事件に付会し、その前兆であったのだと解釈したものだ、と述べている。

## 童謡の例
日本書紀の皇極天皇2年（643年）10月の記述に、蘇我入鹿が上宮に住まう山背大兄王を含む皇子達を廃し、古人大兄皇子を天皇に立てる謀略が発生したが、そのときに次のような童謡があったという。
```
イハノヘニ コサルコメヤク （岩の上に 小猿米焼く。）

コメダニモ タゲテトホラセ カマシシノオヂ （米だにも 食げて通らせ。羚羊の翁。）

```

翌11月の記述では、当時の人びとが先の童謡を、イハノヘニとは上宮の喩え、コサルは林臣（蘇我入鹿）の喩えであり、コメヤクは上宮を焼く喩えである。コメダニモ タゲテトホラセ カマシシノオヂは、山羊に風貌が似ていた山背大兄王が宮を捨てて山奥に逃走したことの喩えである、と解釈したいう。
土橋寛は、このウタは本来歌垣の場で老人をからかうウタであったと考察している。